# Corte transversal
Corte transversal, análise de prevalência ou cross-sectional study é um estilo de estudo observacional em ciências sociais e biológicas que analisa dados de um subconjunto representativo da população em um momento específico.
Em economia, os estudos de corte transversal normalmente envolvem o uso de análise histórica (retrospectiva), em um único momento do evento (transversal), a fim de classificar a existência e a magnitude dos efeitos causais de uma variável independente sobre uma variável dependente de interesse em um determinado momento. Eles diferem da análise de séries temporais, na qual o comportamento de um ou mais agregados econômicos é rastreado ao longo do tempo (longitudinal). Podem ser feitos como um censos ou enquetes.

## Utilidade e limitação
Nas ciências da saúde são frequentemente usados para avaliar a prevalência de doenças, acidentes, intoxicação ou violência, mas não podem ser usados para responder a perguntas sobre as causas do problema ou os resultados da intervenção. Dados transversais não podem ser usados para inferir causalidade (causa-efeito) porque a temporalidade (quem veio primeiro? A causa B, B causa A ou C causa A e B?) não é conhecida. Não são adequados para o estudo de doenças raras. Os estudos transversais podem envolver a coleta de dados específicos, incluindo perguntas sobre o passado, mas geralmente dependem de dados originalmente coletados para outros fins, como um arquivo de histórias clínicas. Esses dados cotidianos podem não ser adequados para responder as questões levantadas pelo investigador.
Eles são menos caros que os longitudinais e experimentais e com resultados mais rápidos. Servem para formular hipóteses sobre temas novos ou  pouco explorados. A dificuldade dos participantes em relembrar eventos passados gera um viés do observador.

## Estudo de imagens

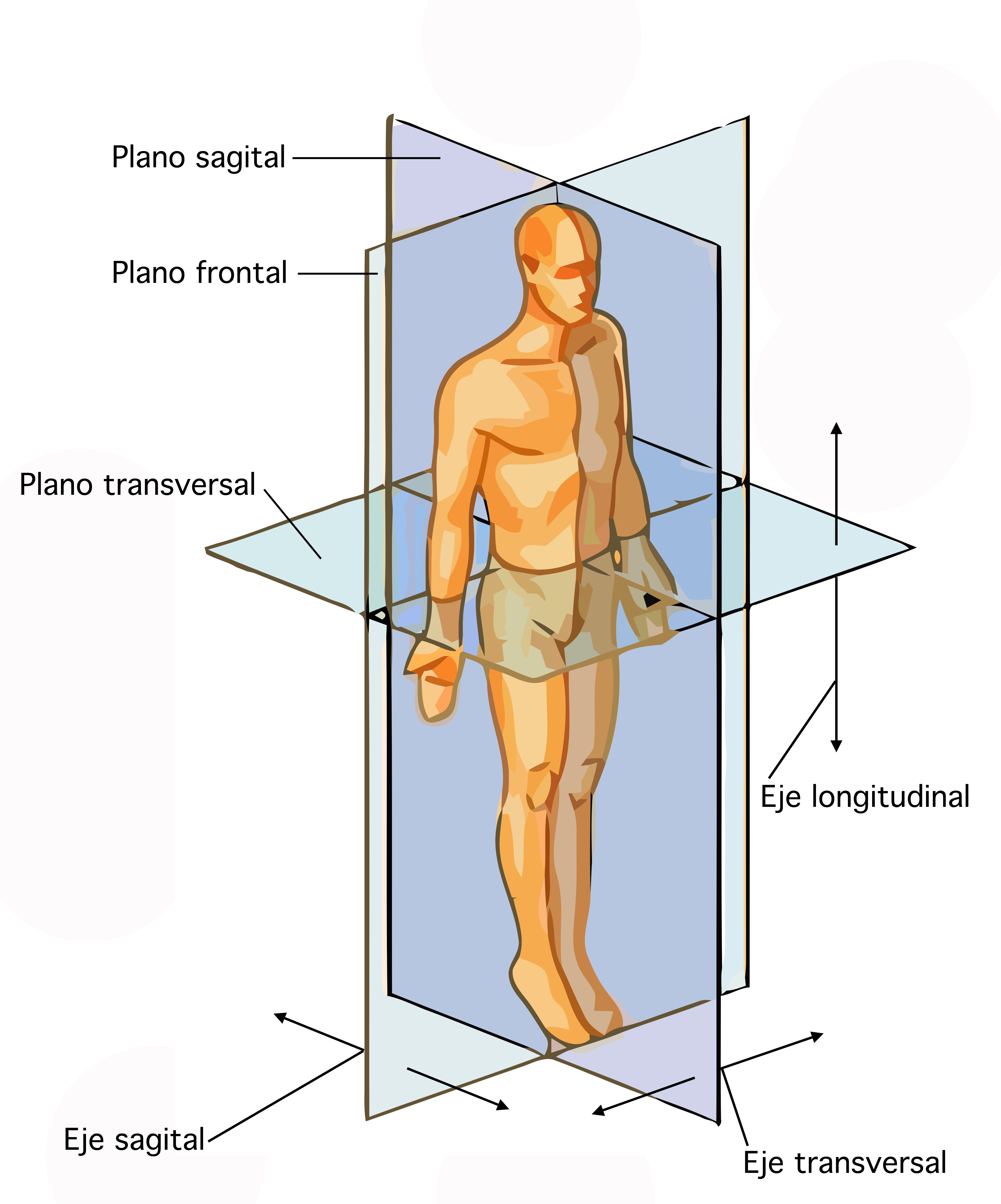
Corte tranversal em verde

Em um estudo de imagens corte transversal se refere a um modo de estudar a anatomia dividindo um órgão em lado superior e inferior. Na posição anatômica é um corte horizontal ou axial. É o plano mais usado em uma tomografia computadorizada.